# Constantino Focas
Constantino Focas (em grego: Κωνσταντῖνος Φωκᾶς; m. 953/954) foi um general e aristocrata bizantino, filho mais novo de Bardas Focas, o Velho e irmão do general e, posteriormente, imperador Nicéforo Focas e de Leão Focas, o Jovem.

## Biografia
Quando seu pai foi nomeado doméstico das escolas (comandante-em-chefe do exército bizantino) em 945, Constantino foi nomeado estratego do Tema de Selêucia, na fronteira sudeste do Império Bizantino com o Califado Abássida. Participou nas campanhas do pai contra os muçulmanos, vindo a ser derrotado em 952 por Abu Firas Hamadani quando da tentativa de obstrução do projeto de refortificação empreendido pelo hamadânida emir de Alepo Ceife Adaulá (r. 945–967) das cidades de Ra'ban e Marache na zona fronteiriça. Em 953, foi capturado por Ceife Adaulá na Batalha de Marache. Como prisioneiro, presenciou a subsequente entrada triunfal de Adaulá em Alepo, mas logo em seguida caiu enfermo e morreu (provavelmente no início de 954).
Algumas fontes bizantinas, porém, alegam que teria sido envenenado pelo emir após recusar-se a converter-se ao islamismo, enquanto que as fontes árabes alegam que teria sido envenenado por agentes bizantinos após Ceife Adaulá ter recusado um enorme resgate oferecido por Bardas Focas. Seja como for, a culpa pela morte de Constantino parece ter sido atribuída a Adaulá pelos bizantinos e muitos prisioneiros, incluindo alguns parentes do emir da dinastia hamadânida, foram executados como retaliação. Algumas fontes, bizantinas e árabes, relatam que a morte dos prisioneiros árabes foi resultado do fracasso de uma embaixada enviada pelos bizantinos em junho de 954, liderada por Paulo Monômaco, com o objetivo de negociar a paz, mas os estudiosos modernos rejeitam essa explicação.